# Allocerastichus
Allocerastichus is een geslacht van vliesvleugeligen uit de familie Eulophidae. De wetenschappelijke naam van dit geslacht is voor het eerst geldig gepubliceerd in 1924 door Masi.

## Soorten
Het geslacht Allocerastichus omvat de volgende soorten:
- Allocerastichus bicarinatus Coote, 1994
- Allocerastichus doderi Masi, 1924
- Allocerastichus fasciata (Hedqvist, 1978)
- Allocerastichus mycetophila (De Santis, 1974)
- Allocerastichus tricarinatus Coote, 1994
- Allocerastichus versicolor Boucek, 1988
- Allocerastichus verticillata (Erdös, 1954)